# 加洛尔河畔圣克莱尔
加洛爾河畔圣克莱尔（法語：Saint-Clair-sur-Galaure，法語發音：[sɛ̃ klɛʁ syʁ ɡalɔʁ]）是法国伊泽尔省的一个市镇，位于该省西部，原属格勒诺布尔区，2017年起改属维埃纳区。

## 地理
加洛尔河畔圣克莱尔（45°15'37"N, 5°8'40"E）面积15.3 平方千米，位于法国奥弗涅-罗讷-阿尔卑斯大区伊泽尔省，该省份为法国东南部内陆省份，北起顺时针与安省、萨瓦省、上阿尔卑斯省、德龙省、阿尔代什省、卢瓦尔省和罗讷省。
与加洛尔河畔圣克莱尔接壤的市镇（或旧市镇、城区）包括：托迪尔、维里维尔、大塞尔、蒙法尔孔、瓦莱尔巴斯。
加洛尔河畔圣克莱尔的时区为UTC+01:00、UTC+02:00（夏令时）。

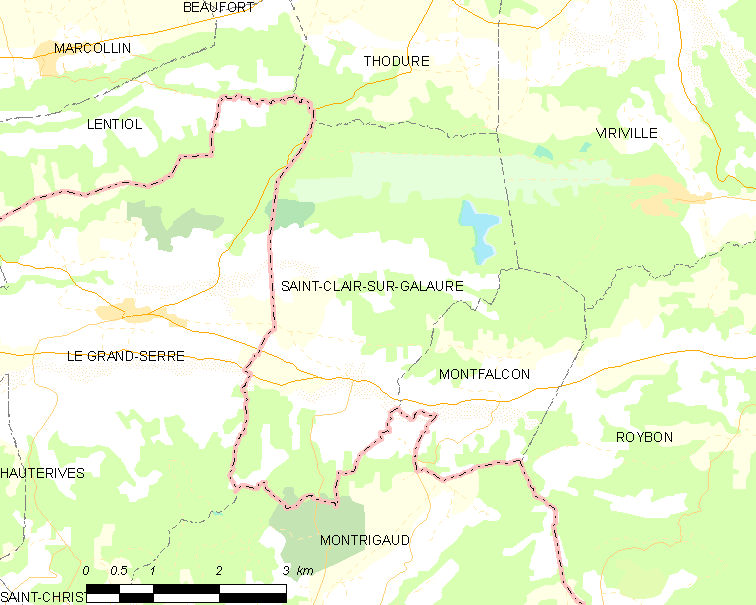
加洛尔河畔圣克莱尔的OSM定位图

## 行政
加洛尔河畔圣克莱尔的邮政编码为38940，INSEE市镇编码为38379。

## 政治
加洛尔河畔圣克莱尔所属的省级选区为比耶夫尔县。

## 人口

1962-2008年间加洛尔河畔圣克莱尔人口变化图示

加洛尔河畔圣克莱尔于2022年1月1日时的人口数量为261人。